# NGC 4125
NGC 4125 este o galaxie eliptică situată în constelația Dragonul. A fost descoperită în 4 ianuarie 1850 de către John Russell Hind. Se află la o distanță de 23,99 de megaparseci de Pământ.